# Joshua Vaughan Himes
Joshua Vaughan Himes (1805–1895) kereszténység egyik vezetője és publicistája volt. William Miller egyik követője, millerita; később pedig az Advent Christian Church prominens alakja.

## Életútja
1805-ben a Rhode Island-i Wickfordban született, a szülei az episzkopális egyház papjának szánták, de amikor a család üzleti ügyei rosszra fordultak, fel kellett hagynia a tanulmányaival. Bútorasztalos-inasnak állt New Bedfordban (Massachusetts).
Tizennyolc éves korában csatlakozott a Christian Connection mozgalomhoz, amely az episzkopális egyházból szakadt ki. Hivatalos buzdító-lelkészi oklevelet kapott.
1825 novemberében feleségül vette Mary Thompson Handyt.
1926-os évben minden idejét a misszionárius szolgálatnak rendelte alá. Majd több évet szolgált pásztorként különböző Massachusetts-i kerületek gyülekezeteiben.
1830-ban a bostoni First Christian Church pásztora lett. Felfrissítette a haldokló egyházat, tanító munkát végzett, békére buzdította hallgatóit, mértékletességre oktatott és a rabszolgafelszabadítás aktív támogatója volt; ezzel szerzett magának hírnevet.
1839-ben Exeter-ben (New Hampshire) találkozott William Millerrel, aki mély benyomást gyakorolt Himesra; még a Chardon Street Chapel gyülekezetbe is meghívta, hogy tartson prédikációt. Himes ezután meg volt győződve arról, hogy hamarosan bekövetkezik Jézus Visszatérése, és minden alkalmat megragadott, hogy Millernek hallgatóságot szerezzen.
1840-ben szerkesztette és kiadta az első millerita újságot, a Signs of the Times-t (Idők Jelei) Bostonban. Terjesztette röpiratait és Miller előadásainak anyagát (második és harmadik kiadás). Számos konferenciát és tábort szervezett. Még Cincinnati-ba is eljutott a híre. Készíttetett egy sátort az utazó prédikálásaihoz (Great Tent); egész Amerikában az volt a legnagyobb sátor abban az időben. Ügynökhálózatot szervezett meg, kiadványait eljuttatta újságosokhoz és olvasószobákba egyaránt Bostontól egészen St. Louisig. Elkészítette a Thayer litográfiát (Charles Fitch és Apollos Hale tervezte), amely az első millerita időrendi táblázatot tartalmazta.
1842-ben elindította második újságját, a Midnight Cry-t, amelyet New Yorkban adott ki. Himes a milleritáknak végzett komoly munkájával felkeltette az egész világ figyelmét.
Millerhez hasonlóan ő is 1844 október 22-ére tette a Második Eljövetel pontos időpontját, de ezt csak nagyon sokára fogadta el igazán. Azonban nem teljesültek a várakozások és bekövetkezett a Nagy kiábrándulásnak nevezett korszak.
Igyekezett összegyűjteni a kiábrándult személyeket és 1845 áprilisában Albany Konferencián a korábbi adventista hit visszaállításáért mondott beszédeket. Azonban nem járt sikerrel.
1858-ban egy evangélikus-adventista csoport, az American Millennial Association, a vezetőjének választotta. Visszautasították a Szabbatista Adventisták tanait, a Mennyei szanktuárium tanát és a Feltételes halhatatlanság dogmáját, valamint, hogy Izraelnek újra kellene alakulnia mielőtt a Második eljövetel bekövetkezik.
1863-ban Himes elfogadta a Feltételes halhatatlanság teóriáját, így az Advent Christian Church tagja lehetett, majd családjával együtt Buchananbe (Michigan) költözött. Jelentős vezető szerepet vállalt és elindította a The Voice of the West című újságot, későbbi nevén: Advent Christian Times.
1865-ben egyik alapító tagja volt a American Advent Mission Society társulatnak. Valamint belefogott egy főiskola elindításába Illinoisban.
1895-ben hunyt el.

## Lásd még
- millerita mozgalom
- adventizmus
- Advent Christian Church

## Külső hivatkozások
- Signs of the Times
- The Midnight Cry
- Himes fényképe[halott link]

1. 1 2  Aaron Swartz: Open Library (angol nyelven). (Hozzáférés: 2017. október 9.)
2. 1 2  Aaron Swartz: Open Library (angol nyelven). (Hozzáférés: 2017. október 9.)
3. 1 2  SNAC (angol nyelven). (Hozzáférés: 2017. október 9.)
4. 1 2  Faceted Application of Subject Terminology. (Hozzáférés: 2017. október 9.)
5. 1 2  hymnary.org. Calvin Theological Seminary. (Hozzáférés: 2017. október 9.)